# Louis Adrien Le Paige
Louis Adrien Le Paige (1712-1802) was een Franse jurist en een van de belangrijkste leiders van de jansenistische beweging in de 18e eeuw. Hij speelde een belangrijke rol in het opruien van de publieke opinie tegen Lodewijk XV en diens plannen om de Staat te moderniseren.

## Biografie
Louis Adrien Le Paige was geboren in een familie met leden in het Parlement en de Sorbonne en begon in 1732 als twintigjarige te polemiseren tegen de pauselijke bul Unigenitus Dei Filius. De tekst van paus Clemens XI, gepubliceerd in 1713 en geschreven op verzoek van Lodewijk XIV, veroordeelde het werk van de oratoriaan Pasquier Quesnel, Abrégé de la morale de l'Evangile, ou Pensées chrétiennes sur le texte des quatre evangelistes. De bul was bedoeld om een einde te maken aan het Jansenisme, maar in de plaats daarvan raakte zij de gallicaanse clerus in haar overtuiging dat de Franse kerk een zekere mate van onafhankelijkheid had tegenover de paus, en versterkte de positie van de jansenisten.
Le Paige verwachtte dat Lodewijk XV de bul zou ongedaan maken, eenmaal losgemaakt van de invloed van kardinaal de Fleury. Toen dat niet het geval bleek, kantte Le Paige zich ook tegen de koning, viel de koninklijke macht aan in pamfletten, en ontwikkelde een theorie (gebaseerd op een pamflet uit de tijd van de Fronde, Judicium Francorum, en het werk van Henri de Boulainvilliers, Histoire de l’ancien gouvernement de la France) die de koning ondergeschikt maakte aan de adellijke parlementen, die de ware natie en de vrijheid zouden vertegenwoordigen. De Franse edelen zijn de afstammelingen van de Frankische veroveraars. De parlementen zijn volgens hem de erfgenamen van de oude meivelden, rijksdagen etc. van de oude Frankische koningen, die in feite door hun aangesteld en gemachtigd zijn als uitvoerders. Volgens hem waren de 13 verschillende parlementen in Frankrijk klassen van één enkel Frans parlement dat van oudsher de fundamentele wetten van het land moet bewaken, het resultaat van een ordelijke evolutie, waarbij elke koning de wetten en de tradities van de vorige bewaakte en respecteerde. Een verzonnen, pseudo-historisch samenraapsel, met Merovech, Clovis I, Karel de Grote e.a. als acteurs, onderbouwde de theorie, die als belangrijkste conclusies had dat de macht bij de Parlementen lag (bij de adel dus), en dat de absolutistische koning een tiran was, en vrijwel elke modernisering uit den boze. Hij kantte zich ook tegen de administratie (de intendanten, voorlopers van de huidige prefecten) en de beslissingen van de Ministerraad, omdat de koning zijn bevoegdheid niet mocht delegeren. De koning had volgens  Le Paige ook niet het recht om rechtszaken aan het Parlement te onttrekken (evoquer). Ook het ultieme dwangmiddel van de koning, het lit de justice was volgens hem slechts beperkt bruikbaar.
Het was voor iedereen (behalve de parlementen) duidelijk dat de oorsprong van de parlementen in de 13e en 14e eeuw lag en niet bij Clovis en Karel de Grote, en dat de theorie van Lepaige niet klopte. Wat overigens de fundamentele wetten van het land dan wel waren, kon het Parlement naar goeddunken zelf bepalen, want zij bezaten de archieven. Lodewijk XV probeerde tegen deze juridische alwetendheid een tegengewicht te creëren door Jacob-Nicolas Moreau te steunen bij de opbouw van het depot des chartes, een archief ter beschikking van de regering. Ondanks gefundeerde weerlegging bleef de theorie van Lepaige de basis van vele parlementaire remonstranties en obstructies, en de vage fundamentele wetten bleven in de remonstranties en pamfletten opduiken.
Als zijn intellectuele tegenpool kan men de eveneens goed gedocumenteerde Abbé de Mably beschouwen, die in zijn Observations sur l'histoire de France de geschiedenis van Frankrijk niet beschouwde als een eeuwenlange ordelijke, coherente evolutie, maar als een chaotische opvolging van conflicten, usurpaties, revoltes en wanorde. Le Paige bekritiseerde de absolute koning als illegitiem in conflict met de eeuwenlange traditie. Volgens Mably bestond die traditie niet.
Le Paige kon bij zijn opruiende activiteit middels pamfletten, gebruikmaken van een netwerk van beschermers, tot in de hoogste adel. Prins Lodewijk van Conti benoemde hem in maart 1756 tot baljuw van de Temple, een kleine vrijplaats binnen Parijs, waardoor Le Paige zich aan arrestatie kon onttrekken en nóg driester kon optreden met rabiate pamfletten en oproepen tegen de tiran en despoot. In 1757 ontdekte de politie een jansenistische drukkerij in de Temple.

Le Paige was een sympathisant van de convulsionaire beweging, een jansenistisch fenomeen waarbij gelovigen in extase stuiptrekkingen vertoonden, en zich vrijwillig lieten mishandelen, slaan, en kruisigen. In 1760 sloeg hij zijn zwangere vrouw met een stok (bûche in het convulsionaire jargon), ze overleed 8 dagen later. Hij was eveneens een drijvende kracht achter de opheffing van de jezuïeten in Frankrijk in 1764.
Le Paige was een erudiet man die zijn hele leven lang aan zijn bibliotheek en archief bouwde, eigen stukken schreef, een journaal bijhield, verzamelde, klasseerde en annoteerde. Sommige gebeurtenissen worden dag na dag opgevolgd, zoals het proces van de aanslagpleger Damiens, of de Guerre des Farines, een reeks aangestookte revoltes tegen de graanspeculatie, in feite gericht tegen de liberalisatie van de graanhandel door minister Turgot.
Oud, blind en geruïneerd door de Franse Revolutie - waarvan hij onrechtstreeks een stokebrand was - moest Le Paige zijn bibliotheek verkopen aan twee broers, Rocco en Amable Pâris. Deze is bewaard gebleven in Parijs, in de Bibliotheek van de Société de Port-Royal.